# Olovske Luke
Olovske Luke (en serbe cyrillique : Оловске Луке) est un village de Bosnie-Herzégovine. Il est situé dans la municipalité d'Olovo, dans le canton de Zenica-Doboj et dans la fédération de Bosnie-et-Herzégovine. Selon les premiers résultats du recensement bosnien de 2013, il compte 571 habitants.

## Géographie
Le village est situé au bord de la rivière Krivaja.

## Histoire
Sur le territoire du village se trouve la nécropole de Mramorje-Lavšići, qui abrite 46 stećci (un type particulier de tombes médiévales) et les vestiges d'un vieux cimetière ottoman avec 7 nişans (stèles ottomanes) ; cet ensemble est inscrit sur la liste des monuments nationaux de Bosnie-Herzégovine.

## Démographie

### Évolution historique de la population
| 1948 | 1953 | 1961 | 1971 | 1981 | 1991 | 2013 |
| ---- | ---- | ---- | ---- | ---- | ---- | ---- |
| -    | -    | 421  | 680  | 739  | 844  | 571  |

|  |

### Communauté locale
En 1991, la communauté locale d'Olovske Luke comptait 2 218 habitants, répartis de la manière suivante :